# Power Play (album)
Power Play è il decimo album in studio del gruppo rock canadese April Wine, pubblicato nel 1982.

## Tracce
Tutte le tracce sono di Myles Goodwyn, eccetto dove indicato.
1. Anything You Want, You Got It – 4:45
2. Enough is Enough – 4:04
3. If You See Kay (David Freeland) – 3:51
4. What if We Fall in Love – 4:22
5. Waiting on a Miracle – 4:06
6. Doin' it Right (Tom Lavin) – 3:43
7. Ain't Got Your Love – 4:31
8. Blood Money – 5:22
9. Tell Me Why (John Lennon, Paul McCartney) – 3:16
10. Runners in the Night – 5:15

## Formazione
- Myles Goodwyn – voce, chitarra, tastiera
- Brian Greenway – voce, chitarra
- Gary Moffet – chitarra, cori
- Jerry Mercer – percussioni
- Steve Lang – basso, cori